# Cherokee Web Server
Cherokee HTTP Server est un serveur web multi-plateforme disponible sous la licence publique générale GNU (GPL). Il a été conçu pour être rapide et fonctionnel en restant léger comparé à ses concurrents et entièrement écrit en langage C. Une particularité est sa configuration à travers une interface Web. Il n'a jamais été populaire, et en 2023 son usage est infime.

## Genèse
Cherokee est créé en 2001 par Alvaro López Ortega. L'objectif assumé était de fabriquer un serveur HTTP bien plus réduit qu'Apache HTTP Server). 

## Versions disponibles
Deux jours après le « Cherokee Summit », la version 1.0 est sortie le 10 mai 2010. Un jalon symbolique pour refléter les avancées en termes de stabilité, de performances et de fonctionnalités. La toute dernière version est disponible sur le dépôt Git du projet Cherokee.
Jusqu'à fin 2011, le projet a été très actif, avec des cycles de sortie très courts. À noter que la série 0.5.x a marqué une profonde refonte du fonctionnement du logiciel.
Depuis beaucoup de nouveautés ont été introduites :
- Interface d'administration : Cherokee-admin qui fournit une interface pour configurer Cherokee.
- Amélioration des performances (20 % à 25 % plus rapide).
- Répartition de charge et reverse proxy pour permettre une répartition entre différents serveurs.
- Nouveaux mécanismes d'authentification.
- Nouveau système de documentation.
- Cherokee utilise un système de rétablissement automatique en cas de problème, pour s'assurer que celui-ci reste toujours disponible. La fiabilité est donc accrue.
- Nouveaux thèmes et icônes.
- Nouveau système de cache performant.
- Traffic shaping
- Streaming vidéo ou audio, avec adaptation automatique du trafic en fonction des informations de bitrate envoyées par FFmpeg
- De nombreux assistants d'installation pour des logiciels ou langages comme :

1. Plateformes : Adobe's Coldfusion, GlassFish, Symfony framework, Ruby on Rails, uWSGI, Liferay, Zend Framework, Django, et Alfresco.
2. CMS : Drupal, Joomla, Wordpress, MoinMoin, Concrete5, et Trac.
3. Tâches : Hotlinking, Streaming, CommonStatic files et server Icons
4. Langages : PHP et Mono Framework
5. Bases de données : phpMyAdmin
6. Divers : Moodle, Mailman, phpBB, rTorrent, et SugarCRM

## Fonctionnalités
Cherokee supporte les technologies suivantes :
- TLS/SSL
- bridge FastCGI
- bridge (version 0.9.3) uWSGI
- bridge SCGI
- exécution CGI
- PHP exécution (via FastCGI et PHP-FPM)
- Reverse HTTP proxy
- Mécanismes d'authentification : htpasswd, htdigest, PAM, LDAP, MySQL, plain text, et listes d'authentification statiques.
- Formats de journaux : Apache compatible, W3C and NCSA
- Redirection via expression rationnelles
- HTTP load balancing
- Data base bridging et répartition
- TLS Server Name Indication
- Server Side Includes
- Gzip et Deflate encodés à la volée
- streaming FFMpeg

Cherokee gère aussi les redirections et les serveurs virtuels.